# Côte-Rôtie

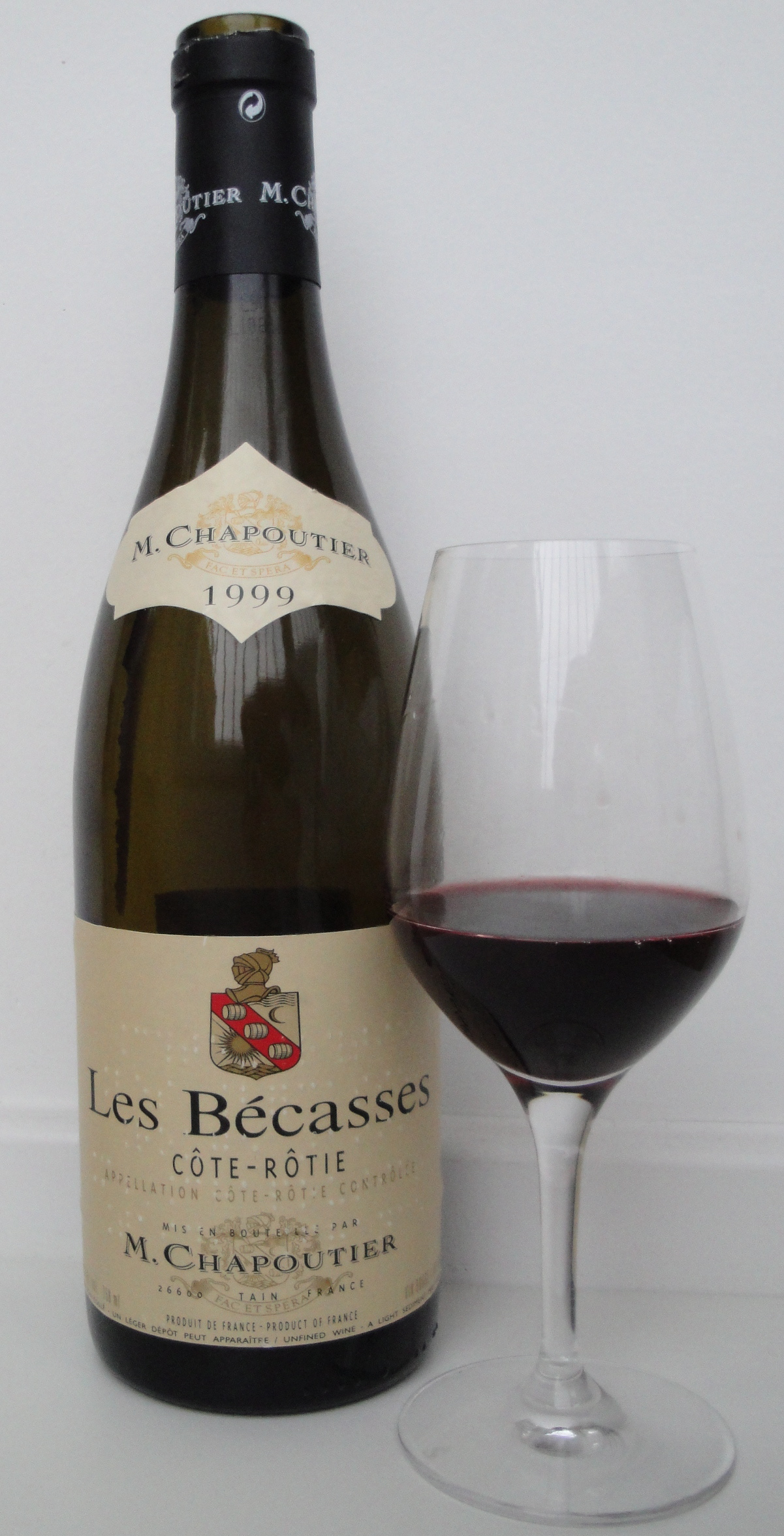
Ett vin från Côte-Rôtie

Côte-Rôtie, "den stekta sluttningen", är det nordligaste av vindistrikten i Norra Rhônedalen i Frankrike och också ett av de allra bästa. Endast röda vin får produceras under namnet Côte-Rôtie. Vingårdarna ligger på de dramatiskt branta och soldränkta sluttningarna ner mot den lilla staden Ampuis. Côte-Rôtie är indelat i Côte Brune och Côte Blonde. 

## Druvor
I Côte-Rôtie är endast två druvor, nämligen Syrah och Viognier, tillåtna. Blandningen måste innehålla åtminstone 80% Syrah och de två druvorna måste jäsa tillsammans. I praktiken används oftast lägre koncentrationer av Viognier eftersom druvan ger en mycket låg avkastning. I många viner används Syrah-druvor från båda sluttningarna i Côte-Rôtie (Côte Brune och Côte Blonde) för att få den perfekta blandningen (cuvéen).  

## Stilar
Côte-Rôtie-vinen är fylliga och mörka med vissa inslag av svarta oliver, tjära och charkuterier. Vinerna tål att lagras länge. Tack vare den lilla inblandningen av Viognier erhålls också en något exotiskt doft och aromatiska inslag, vilket ger ett elegant vin.

## Kända producenter
Några av distriktets mest kända producenter är:
- Chapoutier
- Cuilleiron
- Delas
- Guigal
- Jaboulet
- Jamet